# GewoonNijmegen.Nu
GewoonNijmegen.Nu is een lokale politieke partij in de Nederlandse gemeente Nijmegen (provincie Gelderland). De partij ontstond eind 2021 als samenvoeging van Gewoon Nijmegen en VoorNijmegen.NU die beiden met een zetel in de gemeenteraad zitten.

## Gewoon Nijmegen
De partij kwam na de raadsverkiezingen van 2006 met een zetel in de gemeenteraad, die werd ingevuld door Jo Janssen. Met de verkiezingen van 2010 behaalde de partij twee zetels, deze wist Gewoon Nijmegen met de verkiezingen in 2014 te behouden. In 2018 verloor de partij een zetel. Gewoon Nijmegen kwam in 2007 landelijk in het nieuws door haar felle reacties in de fietsenkelderaffaire rond wethouder Paul Depla. Jo Janssen stopt in 2022 als raadslid.

## VoorNijmegen.NU
In oktober 2014 werd raadslid Paul Eigenhuijsen door de VVD uit de fractie gezet. Hij ging verder als eenmansfractie onder de naam Liberaal Nijmegen. In 2018 nam hij aan de verkiezingen deel met de lijst VoorNijmegen.NU en behaalde een zetel. 